# Женская сборная Латвии по баскетболу 3×3
Женская сборная Латвии по баскетболу 3×3 (латыш. Latvijas 3x3 basketbola izlase) представляет Латвию на международных соревнованиях по баскетболу 3×3. Управляющим органом является Латвийская ассоциация баскетбола.
По состоянию на 9 сентября 2024, женская сборная Латвии по баскетболу 3×3 занимает 24-е место в мировом рейтинге ФИБА женских сборных по баскетболу 3×3.

## Результаты выступлений
| Турнир                             | Золото | Серебро | Бронза | Всего |
| ---------------------------------- | ------ | ------- | ------ | ----- |
| Чемпионат мира по баскетболу 3×3   | —      | —       | —      | —     |
| Чемпионат Европы по баскетболу 3×3 | 0      | 0       | 1      | 1     |
| Европейские игры                   | —      | —       | —      | —     |
| Итого                              | 0      | 0       | 1      | 1     |

### Чемпионат мира по баскетболу 3x3
| Год            | Место          | Игры           | Победы         | Поражения      | Состав команды                                                  |
| -------------- | -------------- | -------------- | -------------- | -------------- | --------------------------------------------------------------- |
| 2012—2018      | не участвовали | не участвовали | не участвовали | не участвовали | не участвовали                                                  |
| Амстердам 2019 | 15             | 4              | 1              | 3              | Baiba Eglite, Ieva Kūlīte, Kristīna Petermane, Liene Stalidzāne |
| 2022—н. в.     | не участвовали | не участвовали | не участвовали | не участвовали | не участвовали                                                  |

### Чемпионат Европы по баскетболу 3x3
| Год           | Место          | Игры           | Победы         | Поражения      | Состав команды                                                       |
| ------------- | -------------- | -------------- | -------------- | -------------- | -------------------------------------------------------------------- |
| Бухарест 2014 | 16             | 3              | 0              | 3              | Laura Audere, Dita Rozenberga, Ieva Stefanija Tomina, Ieva Vītola    |
| 2016—2018     | не участвовали | не участвовали | не участвовали | не участвовали | не участвовали                                                       |
| Дебрецен 2019 | 3              | 5              | 3              | 2              | Baiba Eglite, Ieva Kūlīte, Kristīna Petermane, Liene Stalidzāne      |
| 2021—2023     | не участвовали | не участвовали | не участвовали | не участвовали | не участвовали                                                       |
| Вена 2024     | 7              | 3              | 1              | 2              | Marta Daniela Leimane, Paula Mauriņa, Marta Miščenko, Ketija Vihmane |

### Европейские игры
| Год         | Место          | Игры           | Победы         | Поражения      | Состав команды                                                          |
| ----------- | -------------- | -------------- | -------------- | -------------- | ----------------------------------------------------------------------- |
| 2015        | не участвовали | не участвовали | не участвовали | не участвовали | не участвовали                                                          |
| Минск 2019  | 16             | 3              | 0              | 3              | Anete Blūma, Ligita Līga Golovko, Felicita Liepiņa-Liepa, Laura Okuņeva |
| Краков 2023 | 16             | 3              | 0              | 3              | Ieva Korzāne, Marta Leimane, Paula Mauriņa, Katrina Trankale            |